# Ullerup Kirke
Ullerup Kirke i Ullerup på Sundeved, er indviet til Skt. Laurentius, og er en romansk kirke fra omkring 1200. Skibet og koret er fra den første tid. Skibet er nogenlunde uforandret, mens koret er ændret. Kirken ligger midt i Ullerup i et velbevaret landsbymiljø med en række ældre stråtækte huse.
Kirkens seks meter høje mure er udvendig tilhugget af kvadersten, indvendigt af marksten. Taget var oprindeligt tegldækket, senere blytækket og nu tegldækket. Kirketårnet fra 1902, har et spir dækket med skifer.
I tårnrummet ses tre præstetavler. De to ældste har foruden præsternes navne i de fire hjørner anbragt små roser malet af C.W. Eckersbergs far snedker og maler Henrik Vilhelm Eckersberg fra Blans.
En tidligere apsis kan stadig ses i korets fundamentsten, mens der af et tidligere våbenhus, bygget i 1613 og nedrevet i 1858, ikke er synlige rester.
Sydkapellet blev oprindelig bygget omkring 1500 som gravkapel til hovedgården Blansgaards ejere, og kapellet benævnes også i nutiden ”Blansingerkapellet”.
I den oprindelige Ullerup kirke har der været to indgangsdøre, en i sydmuren til mændene og en i nordmuren til kvinderne, svarende til, at de to køn holdtes adskilt under gudstjenesten. Over den en dør har der ligget en stor overligger af granit, en såkaldt Tympanon. I stenen er indhugget et relief, der forestiller to løver med et kors imellem sig. Ullerup kirkes tympanon var ved en af kirkens ombygninger kommet bort fra kirken. Det viste sig, at den ene del en tid havde gjort tjeneste som dørsten ved en ejendom i Blans, mens den anden del ved et tilfælde blev fundet i kirkediget. Begge dele havnede på museet på Sønderborg Slot. Men nu er hele tympanonen kommet tilbage og hænger på sydkapellets vestvæg.
Der er bevaret to romanske vinduer i korets nordside. 1969 blev de to vinduer genåbnet, og der blev indsat glasmosaikruder lavet af kunstnerne Lisbeth Munch-Petersen og Poul Høm, Gudhjem.
Det hvidkalkede kirkerum med et fladt loft og bjælker er i afstemte farver med blåsort marmorering. Både stolestader og pulpitur stammer fra restaureringen fra 1860 til 1860. På pulpituret er en række af fyldningerne udsmykket med malerier med skyformationer og halvnøgne kvindeskikkelser. I et af felterne ses Vorherre med verdenskuglen og en latinsk indskrift, som i oversættelse lyder: "Guds forsyn og menneskenes dumhed regerer verden".
Sydkapellet og koret har spidsbuede hvælvinger. Skibet og koret har store vinduer.
Mod nord i koret hænger et mindre krucifiks fra slutningen af 1400-tallet, sandsynligvis rest af kirkens store, udskårne, middelalderlige altertavle.

## Alter
Alterbordet i koret er opmuret af munkesten med antependium tegnet John Becker og vævet af hustruen Kirsten Becker.
Den barokke altertavle fra 1707 er udskåret af den alsiske billedhugger Anthon Günther Frese. På storfeltet ses Kristus på korset mellem Maria og Johannes og ved korsets fod Maria Magdalena. I topfeltet ses Opstandelsen og øverst Himmelfarten. På postamentet en nadverscene. Sidevingerne blev i 1858 erstattet af nye udført af billedhugger Skjold Lund. Tavlens malerier er oprindelige, og maleren er ukendt. Sidevingerne blev i 1858 erstattet af nye udført af billedhugger Skjold Lund. Tavlens malerier er oprindelige, og maleren er ukendt.
På hver side af alteret er der ens lukkede stole, der sandsynligvis har været henholdsvis degne og skriftestol.

## Døbefont
Den nuværende gotiske døbefont af gotlandsk kalksten kan ikke være kirkens oprindelige, da den er fremstillet på Gotland formodentlig omkring år 1400. Den er udsmykket med søjler og spidse buer. I 1500-tallet blev døbefontene flyttet til deres nuværende placering i koret i kirkens østende. Den er prydet med søjler og spidse buer i gotisk stil. Døbefonten har haft en ret omtumlet tilværelse. Omkring år 1830-40 blev den kasseret, og den fik en ny tilværelse som blomsterkumme i en have i Blans. I 1839 fik man en døbefont af træ. Den var udført med Ulkebøl kirkes døbefont som model, og den var stafferet med forskellige brunlige farver. 1926 kom kalkstensdøbefonten tilbage til kirken efter en noget mangelfuld istandsættelse. Døbefonten var i en ringe stand, og i forbindelse med den store kirkerestaurering i 1967 blev den restaureret. Den fik bl.a. et helt nyt fodstykke og en ny overkant. Dåbsfadet fra 1927 bærer inskriptionen ”Lader de små børn komme til mig”. Dåbskanden er fra 1960.

## Prædikestol
Prædikestolen fra 1578, der er udført i egetræ i renæssancestil er dekoreret med hatteprydede mandshoveder. Det vides ikke hvor den er fremstillet, men den har stor lighed med flere prædikestole fra Tønderegnen. I hvert hovedfelt er en halvroset i et bueslag og herunder en rustningsklædt mandsbuste omgivet af akantusslyngninger. Mændene bærer forskellige hatte og hjelme. Den latinske hoved-indskrift handler ligesom de andre indskrifter på stolen om ordets og forkyndelsens betydning: ”HERRENS ORD BLIVER I EVIGHED”. Den femkantede lydhimmel er fra 1790èrne.
Kirkegården er omgivet af et stendige, der delvist stammer fra 1860`erne, hvor det oprindelige kampstensdige blev omsat og stenene kløvet. Kirke.´som har tjent som værn mod løsgående kreaturer.
På kirkegården er der to monumenter over danske og tyske faldne i Treårskrigen, en granitobelisk over 40 faldne 1864, tre gravstene over danske faldne 1864 og en gravsten over tyske faldne i 1864. Der er desuden en mindesten for sognets 73 faldne i den 1. verdenskrig.

## Kirkens historie
Kirkeklokken i Ullerup er støbt omkring 1500. 1632 blev den omstøbt og anbragt i Lidt Kirke på Nordstrand. Under den Anden store manddrukning den 11. oktober 1634 blev den bjerget fra den ødelagte Lidt Kirke og blev 1640 med hertug Philips tilladelse købt til Ullerup Kirke for 800 mark. 4 mænd med 8 heste hentede den over til Ullerup Kirke, hvor den stadig hænger.
Under krigen i 1864 blev Ullerup kirke brugt i kampen mod Preussen. De danske soldater lavede skydeskår i kirkens mure og brystværn i vinduerne. Et af kirkens klenodier er den i lang tid forsvundne granitoverligger til en af kirkens døre. En del af overliggeren lå i kirkens dige, mens en anden var i brug som trappesten på en nærliggende gård. I dag hænger overliggeren med udhugget kors og to løver på væggen i det sydlige kapel.
En af de mest kendte præster ved Ullerup Kirke er Nicolai Laurentius Feilberg (1806-1899). Hans første kone Conradine Antionette Caroline, født Købke, er begravet på Ullerup Kirkegård
Indtil Genforeningen 1920 var kirken tysk.

## Galleri
- Ullerup Sogn
- Ullerup Kirke
- Ullerup Kirkegård
- Mindesten for 73 dansksindede som faldt i verdenskrigen 1914-18.